# Gabriel Peñalba
Gabriel Martín Peñalba, né le 23 septembre 1984 à Quilmes en Argentine, est un footballeur argentin qui évolue au poste de milieu de terrain.

## Biographie
Gabriel Peñalba débute en pro au sein du Quilmes AC. En 2006, il quitte l'Argentine et tente l'aventure en Italie au sein de l'équipe du Cagliari Calcio. Il ne s'y impose pas et rentre en Argentine au bout d'une saison. Il s'engage à  Argentinos Juniors et retrouve du temps de jeu. En 2009, il retrouve l'Europe en signant au FC Lorient. Il ne s'impose pas chez les Merlus, handicapé par de nombreuses blessures, et est prêté à l'été 2010 au club argentin d'Estudiantes de La Plata. Il y remporte le Tournoi d'Ouverture du championnat d'Argentine 2010 et retourne à Lorient au terme de son prêt.
Peñalba, à qui il restait six mois de contrat, ne s'est jamais imposé dans le Morbihan depuis son arrivée en juillet 2009 et décide de retourner dans son pays à Argentinos Juniors.

## Palmarès
Estudiantes de la Plata
- Vainqueur du Tournoi d'ouverture du championnat d'Argentine en 2010

 Tiburones Rojos de Veracruz
- Vainqueur de la Coupe du Mexique en 2016 (clôture)